# 張崇倫
張崇倫（1522年—？），字子常，湖廣德安府應城縣人，軍籍，明朝政治人物。

## 生平
嘉靖二十二年（1543年）癸卯科湖廣鄉試第二十七名舉人。嘉靖四十一年（1562年）中式壬戌科會試第二百四十一名，三甲第四名進士。选授南京吏科给事中，隆慶四年（1570年）九月復除南京礼科，六年五月升南京尚宝司卿，萬曆三年（1575年）四月遷任四川按察司副使，五年四月升辽东苑马寺卿。

## 家族
曾祖張鎮；祖父張伯富；父張允瓊，母陳氏。永感下。兄崇仕。